# 科尔马诺
科尔马诺（義大利語：Cormano），是意大利米兰省的一个市镇。总面积4.45平方公里，人口20076人，人口密度4511.5人/平方公里（2009年）。国家统计（ISTAT）代码为015086。